# Cousinia
Cousinia é um género botânico pertencente à família Asteraceae.